# فرودگاه فورت ورمیلیون
فرودگاه فورت ورمیلیون (به انگلیسی: Fort Vermilion Airport) یک فرودگاه همگانی است که یک باند فرود آسفالت دارد و طول باند آن ۱٬۲۱۹ متر است. این فرودگاه در کشور کانادا قرار دارد و در ارتفاع ۲۵۷ متری از سطح دریا واقع شده است.